# Lophoptera litigiosa
Lophoptera litigiosa là một loài bướm đêm trong họ Noctuidae.